# Jocs Olímpics d'Estiu de 2000
Els Jocs Olímpics d'Estiu de 2000, oficialment Jocs de la XXVII Olimpíada es van celebrar a la ciutat de Sydney (Austràlia) entre els dies 15 de setembre i 1 d'octubre de l'any 2000, durant l'hivern i la primavera australs. Hi participaren 10.651 atletes (6.582 homes i 4.069 dones) de 199 comitès nacionals, que competiren en 28 esports i 300 especialitats.
No res va fallar en una organització perfecta: les formidables instal·lacions esportives, l'allotjament, la seguretat o les comunicacions excel·lents (es va construir l'Aeroport Internacional de Sydney). A més a més, l'ecologisme va impregnar cada racó del Parc Olímpic de Sydney: un antic abocador que funcionava en gran part amb energies renovables. Per això, a la cerimònia de clausura del darrers Jocs Olímpics del mil·lenni, Joan Antoni Samaranch, per al qual també van ser els últims Jocs com a president del COI i que va esgotar les seves obligacions malgrat perdre la seva dona durant aquells dies, els va qualificar com els "millors de la història".

## Ciutats candidates
La seu dels Jocs de la XXVII Olímpiada de l'era moderna es va triar entre set candidates. Brasília (Brasil) i Milà (Itàlia) foren descartades a la ronda prèvia, i en la 101a Sessió del COI, celebrada el 23 de setembre del 1993 a la ciutat de Montecarlo (Mònaco), van arribar, doncs, les cinc finalistes. Mitjançant el sistema tradicional es va efectuar la votació. Quan una candidata obtinga la majoria absoluta del vots és la guanyadora. Si no ho aconsegueix cap, s'elimina la candidata amb menys vots (fent-se un desempat en cas de romandre igualats) i es fa una nova ronda de votacions. La votació va ser molt disputada, igual que l'anterior, però tot el contrari que les dues següents. Malgrat que Pequín es va imposar a les tres primeres rondes. Sydney ho va fer en la quarta i definitiva. Era el tercer intent consecutiu del Comitè Olímpic Australià, després del de Brisbane per al 1992 i Melbourne per al 1996, de repetir com a seu olímpica. Precisament Melbourne havia estat la seu dels Jocs de la XVI Olímpiada el 1956. Pequín va rebre vuit anys més tard, l'organització del Jocs de 2008. Aquests varen ser els resultats de les votacions:
| Ciutat     | Comitè Olímpic Nacional | Ronda 1 | Ronda 2 | Ronda 3 | Ronda 4 |
| Sydney     | Austràlia               | 30      | 30      | 37      | 45      |
| Pequín     | R.P. de la Xina         | 32      | 37      | 40      | 43      |
| Manchester | Regne Unit              | 11      | 13      | 11      | -       |
| Berlín     | Alemanya                | 9       | 9       | -       | -       |
| Istanbul   | Turquia                 | 7       | -       | -       | -       |

## Instal·lacions

### El Parc Olímpic de Sydney

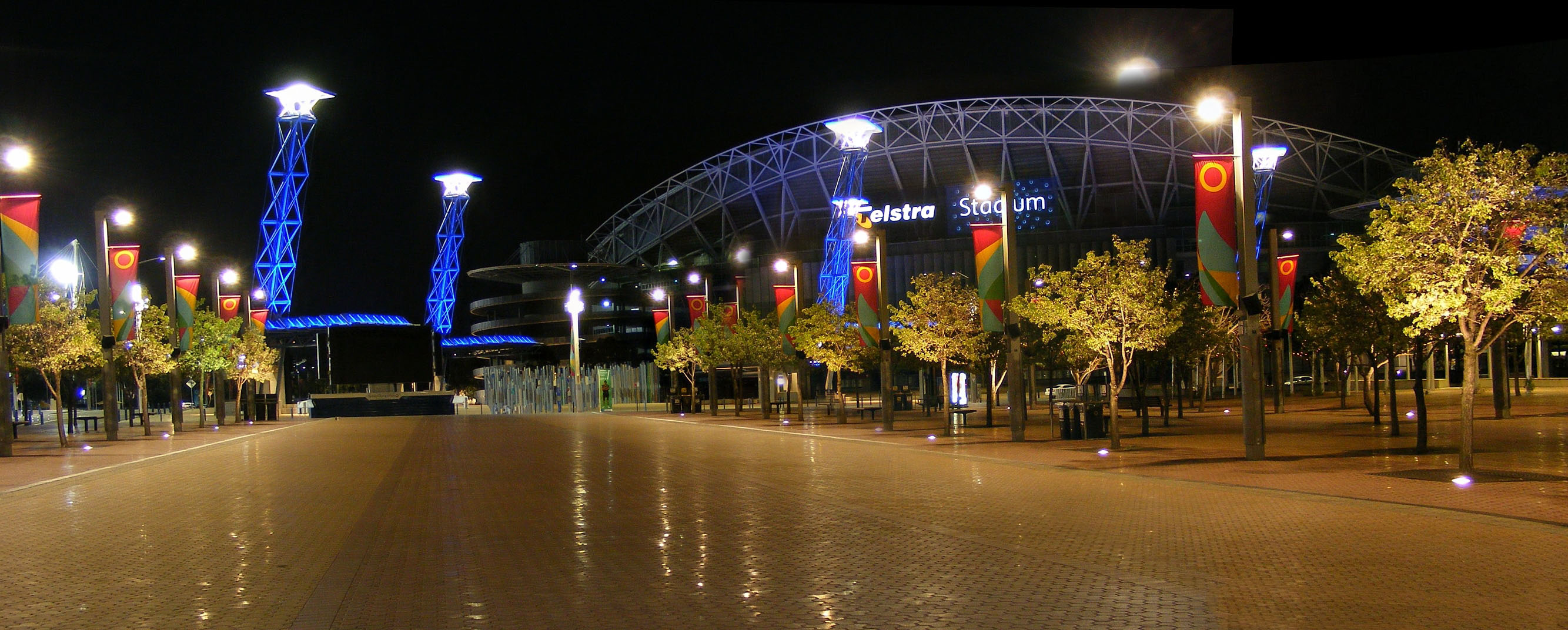
Imatge nocturna del Bulevard del Parc Olímpic de Sydney, amb l'Stadium Australia (anomenta Telstra Stadium entre 2002 i 2007) a la dreta.

El cor dels Jocs va ser el Parc Olímpic de Sydney. Situat sobre un antic verteder industrial de la bahia Homebush de Sydney, la zona va sofrir una transformació radical fins a esdevindre la seu de major part de les instal·lacions dels Jocs Olímpic de Sydney. A banda de les essencialments esportives, el Parc Olímpic de Sydney comta entre d'altres amb diverses estacions de mijans de transport i la vila olímpica. La resta són:
- Stadium Australia → Cerimònies, Atletisme i Futbol.
- Centre Aquàtic Internacional de Sydney → Natació, Natació sincronitzada, Salts, Waterpolo i Pentatló modern.
- Sydney SuperDome → Bàsquet i Gimnàstica.
- The Dome → Bàsquet, Gimnàstica (rítmica), Handbol, Voleibol, Bàdminton i Pentatló modern.
- NSW Tennis Centre → Tennis.

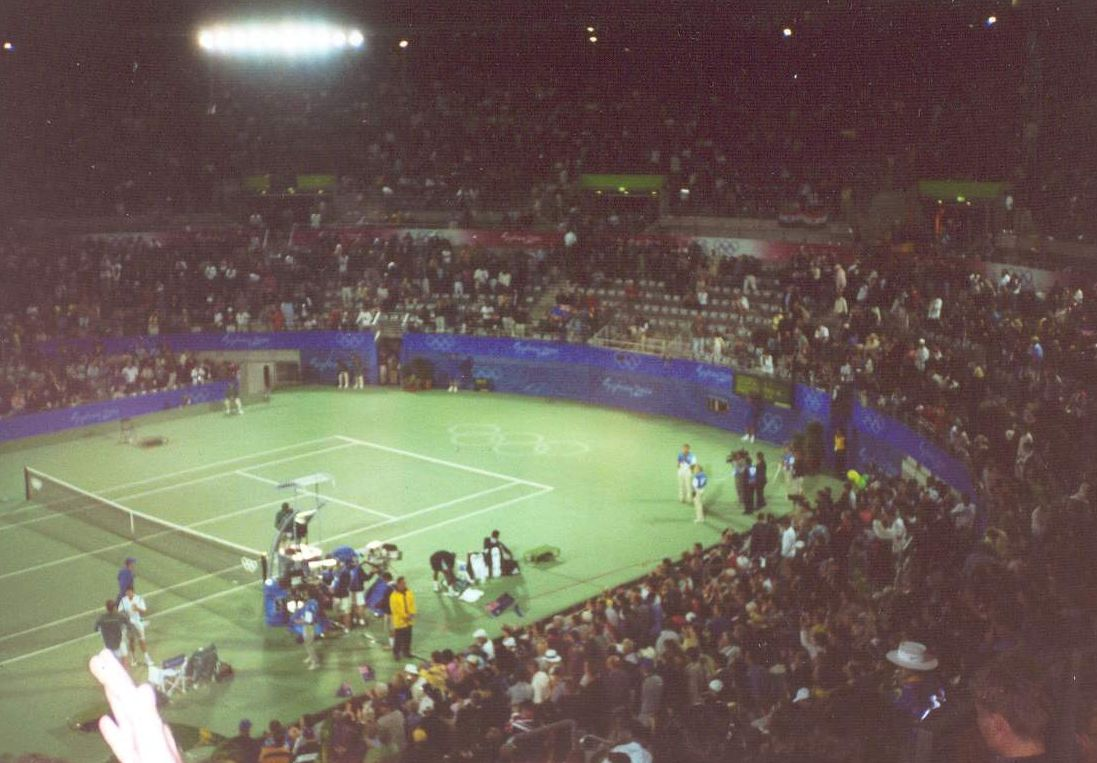
Al NSW Tennis Centre es va celebrar el torneig de tennis.

- Sydney International Archery Park → Tir amb arc.
- Baseball Stadium → Beisbol i Pentatló modern.
- State Hockey Centre → Hoquei herba.
- State Sports Centre → Taekwondo i Tennis de taula.

### Sydney
- Blacktown Olympic Centre → Beisbol i Softbol.
- Bondi Beach → Voleibol platja.
- Circuit de Fairfield → Ciclisme (tot terreny).
- Penrith Whitewater Stadium → Piragüisme (slalom).
- Ryde Aquatic Leisure Centre → Waterpolo.
- Sydney Convention and Exhibition Centre → Boxa, Esgrima, Halterofília, Judo i Lluita.
- Sydney Entertainment Centre → Voleibol.
- Sydney Football Stadium → Futbol.
- Sydney International Shooting Centre → Tir olímpic.

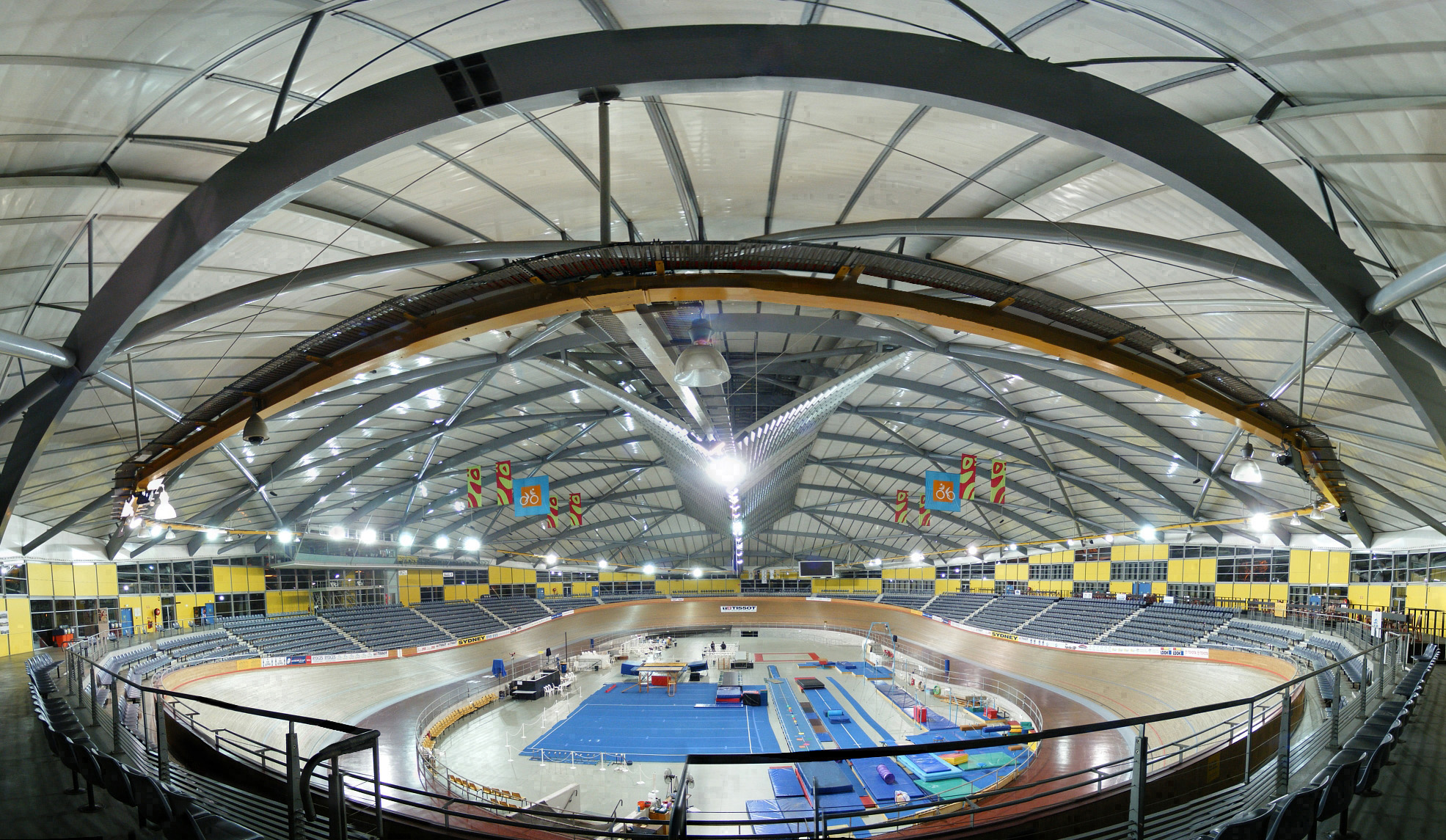
Imatge de l'interior del Velòdrom Dunc Gray.

- Sydney International Equestrian Centre → Hípica.
- Sydney International Regatta Centre → Piragüisme i Rem.
- Velòdrom Dunc Gray → Ciclisme (pista).

### Subseus
- Adelaida → Hindmarsh Stadium (Futbol).
- Brisbane → Brisbane Cricket Ground (Futbol).
- Canberra → Bruce Stadium (Futbol).
- Melbourne → Melbourne Cricket Ground (Futbol).

## Comitès participants

Comitès Olímpics Nacionals participants a Sydney 2000.

En total 199 van ser els Comitès Olímpics Nacionals presents a Sydney. L'únic membre del COI que no va aprticipar va ser Afganistan, suspès des de 1998. Per contra, Eritrea, Micronèsia i Palau participaren per primer cop. Eren tres comitès representants d'estats molts joves, independitzats a la dècada dels 90 del segle XX fora d'Europa. En canvi, encara que la població del Timor Oriental va votar la seva emancipació d'Indonèsia el 1999, un any després l'ocupació na
 havia terminat. Als Jocs Olímpic de Sydney els timoresos van participar sota la bandera olímpica com Atletes Olímpics Individuals.
Plantilla:Comitès Olímpics als Jocs Olímpics d'Estiu de 2000

## Competició

### Esports
El Taekwondo (d'exhibició a Seül'88 i a Barcelona'92) i el Triatló foren els dos únics esports que no havien figurat en l'edició anterior. A més a més, s'afegiren algunes proves dins d'esports ja presents: tant en categoria femenina com masculina hi trobem el trampolí en Gimnàstica, els Salts sincronitzats (individual i per equips) i la classe laser en Vela; exclusivament en competicions femenines, l'halterofília, el Waterpolo, el salt amb perxa d'Atletisme i l'skket i la fossa olímpica en Tir olímpic; finalment, en categoria masculina el Ciclisme en pista, el Keirin, el Madison i la Velocitat per equips.

### Medaller
Els Estats Units tornaren a ser el combinat amb més medalles i més primer llocs. Tot i això, les diferències varen ser molt menors amb Rússia que a Atlanta 1996. La Xina continuà el seu ascens i acabà tercera, per davant els amfitrions.

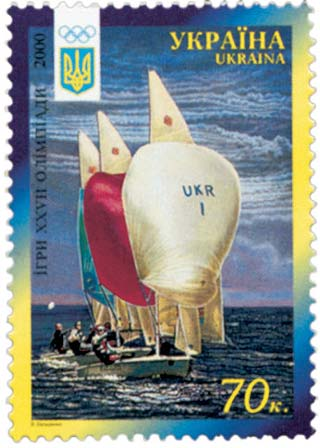
Segell commemoratiu ucraïnès dels Jocs Olímpics d'estiu de 2000.

La classificació dels déus primers fou (país amfitrió ressaltat):
| Pos. | Comitè Olímpic        | Or | Plata | Bronze | Total |
| 1    | Estats Units (USA)    | 38 | 24    | 31     | 93    |
| 2    | Rússia (RUS)          | 32 | 28    | 28     | 88    |
| 3    | R.P. de la Xina (CHN) | 28 | 16    | 15     | 59    |
| 4    | Austràlia (AUS)       | 16 | 25    | 17     | 58    |
| 5    | Alemanya (GER)        | 13 | 17    | 26     | 56    |
| 6    | França (FRA)          | 13 | 14    | 11     | 38    |
| 7    | Itàlia (ITA)          | 11 | 9     | 13     | 33    |
| 8    | Països Baixos (NED)   | 12 | 9     | 4      | 25    |
| 9    | Cuba (CUB)            | 11 | 11    | 7      | 29    |
| 10   | Regne Unit (GBR)      | 11 | 10    | 7      | 28    |

### Medallistes més guardonats
Categoria masculina
| Nom                       | CON           | Disciplina | Or | Plata | Bronze | Total |
| Aleksei Némov             | Rússia        | Gimnàstica | 2  | 1     | 3      | 6     |
| Ian Thorpe                | Austràlia     | Natació    | 3  | 2     | 0      | 5     |
| Michael Klim              | Austràlia     | Natació    | 2  | 2     | 0      | 4     |
| Gary Hall, Jr.            | Estats Units  | Natació    | 2  | 1     | 1      | 4     |
| Pieter van den Hoogenband | Països Baixos | Natació    | 2  | 0     | 2      | 4     |
| Dmitri Saütin             | Rússia        | Salts      | 1  | 1     | 2      | 4     |

Categoria femenina
| Nom                  | CON           | Disciplina | Or | Plata | Bronze | Total |
| Dara Torres          | Estats Units  | Natació    | 2  | 0     | 3      | 5     |
| Leontien van Moorsel | Països Baixos | Ciclisme   | 3  | 1     | 0      | 4     |
| Inge de Bruijn       | Països Baixos | Natació    | 3  | 1     | 0      | 4     |
| Jenny Thompson       | Estats Units  | Natació    | 3  | 0     | 1      | 4     |
| Susie O'Neill        | Austràlia     | Natació    | 1  | 3     | 0      | 4     |

## Moments destacats

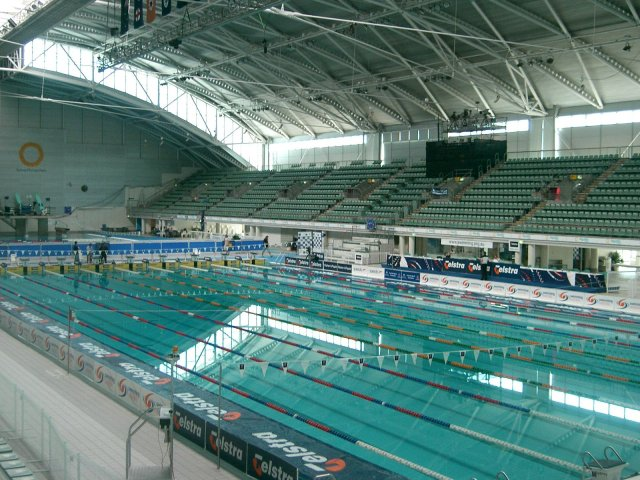
El Centre Aquàtic Internacional de Sydney va gaudir amb les actuacions de Ian Thorpe i Pieter van den Hoogenband.

- La natació és un dels esports favorits del públic local. I a la piscina es van viure alguns dels millors moments dels Jocs. L'heroi local Ian Thorpe, de tan sols divuit anys, guanyà tres medalles d'or (400 m lliures i relleus 4x100 lliures i 4x400, en totes tres va aconseguir les respectives plusmarques mundials) i dues més d'argent (200 m lliures i 4x100 estils).
- El seu gran rival fou el neerlandès Pieter van den Hoogenband tres anys major que Thorpe. Va obtindre dues medales d'or i dos records mundials en els 100 m i 200 m lliures. A la primera derrotà Aleksandr Popov (medallista d'or en Barcelona '92 i Atlanta '96) i en la segona a Thorpe. També va ser bronze en el 50 m lliures i 4x200 lliures, en aquesta darrera Thorpe va ser qui terminà per sobre de van den Hoogenband.
- A la competició femenina una altra neerlandesa, Inge de Bruijn, fou protagonista. Es va penjar tres medalles d'or (en 50 m i 100 m lliures i 100 m papallona, novament amb tres rècords del món) i una altra de plata (relleu 4x100 lliure).
- Sense deixar el Centre Aquàtic Internacional de Sydney, una altra icona dels Jocs, però per motius ben diferents, va ser el nedador de Guinea Equatorial Éric Moussambani. En la prova de 100 m lliure va fer un temps d'1:52,72 (més del doble que Pieter van den Hoogenband) entre els aplaudiments del públics. La seva actuació, combinació de paròdia i autèntic esperit olímpic, li va valdre fama internacional.
- Si els homes van ser protagonistes a l'aigua, ho van ser les dones en Atletisme. Marion Jones representà el millor i el pitjor de Sydney. Era una de les grans favorites i no va decebre. Guanyà cinc medalles: tres d'or (100 i 200 m llisos i relleus de 4x400) i dues de bronze (salt de llargada i relleus 4x100). Des de 2003 se la va relacionar amb temes de dopatge, fins que el 2007 es va confessar culpable. Va haver de tornar les seves medalles i premis al Comitè Olímpic Internacional i les seves marques va ser suprimides.

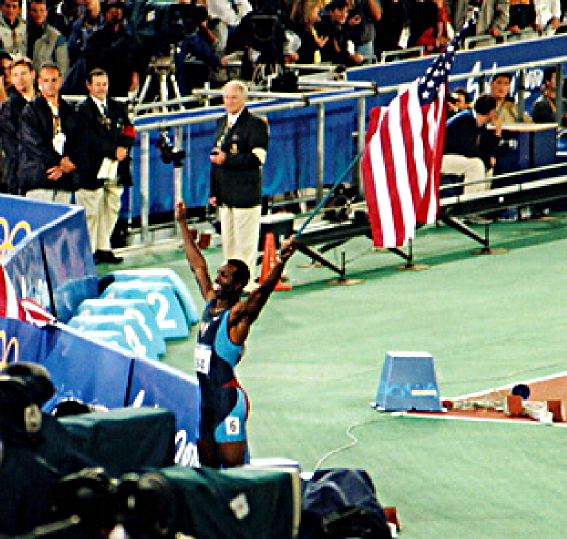
Michael Johnson celebra el triomf als 400 m lliures.

- En un intent per millorar les relacions entre descendents de colons i aborígens a austràlia, l'atleta Cathy Freeman fou l'encarregada de fer l'últim relleu de la flama olímpica. Uns dies després va guanyar els 400 m.
- La jamaicana Merlene Ottey es va acomiadar als 40 anys dels Jocs. Va aconseguir a Sydney la seva vuitena medalla, una plata en relleus 4x100, cap d'elles d'or.
- Michael Johnson i Maurice Greene foren els protagonistes de l'atletisme masculí. Tots dos feren el doblet en la seva prova (400 m i 100 m, respectivament) i els relleus (4x400 i 4x100, respectivament). Per a Johnson eren les seves darreres (en duia ja cinc) mentre que eren les primeres per a Greene, plusmarquista mundial dels 100 m el 1999.
- El marxador polonès Robert Korzeniowski feu un altre doblet, inèdit aquest, en 20 km i 50 km.
- El llançador de javelina txec Jan Železný va guanyar la prova per tercer cop consecutiu.
- La gran decepció fou novament Serguei Bubka. Malgrat dominar el salt de perxa durant més de quinze anys, es va retirar sense arribar ni tan sols a la final en les seus tres últims Jocs olímpics.

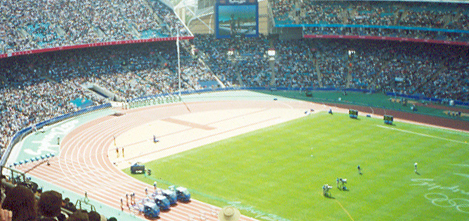
L'Stadium Australia visqué les victòries de Cathy Freeman, Robert Korzeniowski, Michael Johnson, Maurice Greene o Jan Železný, però també una nova decepció de Serguei Bubka o la polèmica Marion Jones.

- A Gimnàstica, Aleksei Némov va aconseguir més medalles que ningú a Sydney: dos d'or, una d'argent i tres de bronze: sis en total. Ja tenia altres sis d'Atlanta '96, sumades a altres tretze en els campionats del món, el que fan de Nemov un dels gimnastes més premiats en tota la història de l'esport.
- En la competició femenina Andreea Raducan va guanyar dues medalles d'or (concurs complet i per equips) i una de plata (salt sobre cavall). Va ser desposseïda del concurs complet per donar positiu al control antidòping. El motiu va ser un medicament contra el refredat, pres per indicació del seu metge, pel que se li van conservar les altres dues medalles.
- L'alemanya Birgit Fischer no faltà amb la seva cita en piragüisme en obtindre la seva setena medalla d'or des de Moscou '80.
- Steven Redgrave, comandant de l'Orde de l'Imperi Britànic des de 1997, també mantingué la seva ratxa de triomfs, En aquest cas amb cinc ors consecutius des de Los Angeles '84 en Rem.
- Venus Williams se'n va dur dues medalles d'or en tennis, individual i dobles, fent parella amb la seva germana Serena.
- A Boxa el cubà Félix Savón es va proclamar campió per tercera vegada de la competició dels pesants.
- En ciclisme femení, Leontien van Moorsel va derrotar en contrarellotge a la favorita Joane Somarriba, campiona del Giro i el Tour. També va vèncer a la prova de ruta.
- A la cerimònia inaugural, els comitès olímpics de Corea del Nord i Corea del Sud van desfilar junts sota la mateixa bandera per primer cop des de la fi de la Segona Guerra Mundial.
- La bandera olímpica original va ser retornada per Harry Prieste. Aquest estatunidenc la va robar als Jocs Olímpics d'Amsterdam 1928, on va ser bronze en la competició de salt.